# Флороайка
Флороайка (рум. Floroaica) — село у повіті Келераш в Румунії. Входить до складу комуни Вилчелеле.
Село розташоване на відстані 86 км на схід від Бухареста, 20 км на північний захід від Келераші, 117 км на захід від Констанци, 136 км на південний захід від Галаца.

## Населення
За даними перепису населення 2002 року у селі проживали 698 осіб, усі — румуни. Усі жителі села рідною мовою назвали румунську.